# Walterhill
Walterhill é uma Região censo-designada localizada no estado norte-americano de Tennessee, no Condado de Rutherford.

## Demografia
Segundo o censo norte-americano de 2000, a sua população era de 1523 habitantes.

## Geografia
De acordo com o United States Census Bureau tem uma área de
15,1 km², dos quais 15,1 km² cobertos por terra e 0,0 km² cobertos por água. Walterhill localiza-se a aproximadamente 155 m acima do nível do mar.

## Localidades na vizinhança
O diagrama seguinte representa as localidades num raio de 28 km ao redor de Walterhill.